# Lijndenia procteri
Lijndenia procteri är en tvåhjärtbladig växtart som först beskrevs av Abílio Fernandes och Rosette Mercedes Saraiva Batarda Fernandes, och fick sitt nu gällande namn av Attila L. Borhidi. Lijndenia procteri ingår i släktet Lijndenia och familjen Melastomataceae. Inga underarter finns listade i Catalogue of Life.